# Club Deportivo Luz de América
El Club Deportivo Luz de América es un equipo de fútbol profesional de Ibarra, Provincia de Imbabura, Ecuador y se desempeña en la Segunda Categoría.[cita requerida]
Está afiliado a la Asociación de Fútbol Profesional de Imbabura.

## Palmarés

### Torneos provinciales
| Competición                         | Títulos | Subcampeonatos                                          |
| ----------------------------------- | ------- | ------------------------------------------------------- |
| Segunda Categoría de Imbabura (1/6) | 1992.   | 1989, 1990, 1991, 1995, 1997, 1999. (Récord compartido) |

- Datos: Q5773905